# Terra em Chamas
Terra em Chamas (The Burning Land, no original em inglês) é o quinto livro da série Crónicas Saxônicas (The Saxon Stories), do escritor inglês Bernard Cornwell. Lançado em 2009 em Inglaterra, é precedido pelos livros O Último Reino, O Cavaleiro da Morte, Os Senhores do Norte e A Canção da Espada, publicados entre 2004 e 2007. No Brasil e em Portugal, foi publicado em 2010.
A narrativa ocorre na Inglaterra, no final do século IX, e conta como Alfredo do Wessex, já doente e no fim do seu reinado, tenta transmitir um trono seguro para seu filho Eduardo, em meio a novas lutas com os dinamarqueses, e novas desavenças com Uthred de Bebamburg, o protagonista da série.

## Sinopse
A narrativa se inicia com a invasão a Cent de Harold Cabelo de Sangue, líder de um extenso exército viquingue. Após tentativas vãs de conter o avanço dos invasores, por parte do Aethling Eduardo e de Æthelred, Alfredo convoca Uthred para enfrentar Harold. Uthred impõe uma pesada derrota aos nórdicos na batalha de Faernehamme e restabelece a paz em Wessex, mas vê seu primo Æthelred ficar com a maior parte dos créditos pela vitória. Nesse mesmo dia, recebe a notícia da morte de sua esposa Gisela durante um parto.
De volta a Lundene, Uthred é envolvido em um incidente com um dos monges de Alfredo e acaba se vendo obrigado a abandonar Wessex e seu juramento para com o rei. Acompanhado da maioria de seus homens e auxiliado por seu amigo Ragnar, torna-se um viquingue, sonhando em fazer fortuna para, assim, montar seu próprio exército e reconquistar Bebamburg.